# 毒苺
『毒苺』（どくいちご）は、舞台『エッグ』内で女優の深津絵里が演じる架空のシンガーソングライター・苺イチエのアルバムである。2012年8月31日発売。

## 概要
2012年9月から10月にかけて上演された、劇作家・演出家の野田秀樹率いるNODA・MAPの、舞台演劇「エッグ」のために制作された全ての劇中曲を収録したスタジオ・アルバム。野田が作詞を、椎名林檎が作曲と助作詞を手掛け、劇中に登場する深津絵里演じる苺イチエ（ICHIGO ICHIE）名義で発表された。
椎名の個人事務所・黒猫堂のオフィシャル・オンラインショップ「猫キヲスク」と東京芸術劇場プレイハウスではCD『毒苺』のみが、東京芸術劇場内のシアターアートショップと通販サイトのAmazonでは、野田と椎名の対談や出演者インタビューなどが掲載されたNODA・MAP「エッグ」公演パンフレットとCD「毒苺」のボックス・セット『NODA・MAP「エッグ」BOX』が販売された。
収録曲「The Heavy Metallic Girl」のミュージック・ビデオはNODA・MAP「エッグ」オフィシャルサイトで公開されていた。また同年10月3日より、収録曲「望遠鏡の外の景色」が配信限定で発売されたほか、2014年5月27日に発売の椎名のセルフカバーアルバム『逆輸入 〜港湾局〜』にもセルフカバーされた別バージョンが収録された。2017年12月には、上記の「The Heavy Metallic Girl」も、タイトルを「重金属製の女」とし、歌詞を全編英語に書き直してセルフカバーされ、アルバム『逆輸入 〜航空局〜』に収録された。

## 収録曲
| 全作詞: 野田秀樹、椎名林檎（助作詞）、全作曲: 椎名林檎。 |                             |                              |            |                     |      |
| #                                                        | タイトル                    | 作詞                         | 作曲・編曲 | 編曲                | 時間 |
| 1.                                                       | 「別れ 1940」               | 野田秀樹、椎名林檎（助作詞） | 椎名林檎   | 斉藤ネコ            | 3:01 |
| 2.                                                       | 「The Heavy Metallic Girl」 | 野田秀樹、椎名林檎（助作詞） | 椎名林檎   | 椎名林檎            | 3:47 |
| 3.                                                       | 「喪失」                    | 野田秀樹、椎名林檎（助作詞） | 椎名林檎   | 椎名林檎            | 3:34 |
| 4.                                                       | 「別れ 1964」               | 野田秀樹、椎名林檎（助作詞） | 椎名林檎   | 斉藤ネコ            | 2:53 |
| 5.                                                       | 「What did U say?」         | 野田秀樹、椎名林檎（助作詞） | 椎名林檎   | SOIL&"PIMP"SESSIONS | 2:59 |
| 6.                                                       | 「望遠鏡の中の記憶」        | 野田秀樹、椎名林檎（助作詞） | 椎名林檎   | 中山信彦            | 1:14 |
| 7.                                                       | 「望遠鏡の外の景色」        | 野田秀樹、椎名林檎（助作詞） | 椎名林檎   | SOIL&"PIMP"SESSIONS | 3:31 |
| 8.                                                       | 「別れ 2012」               | 野田秀樹、椎名林檎（助作詞） | 椎名林檎   | 中山信彦            | 2:48 |

## 演奏
| 別れ 1940 ドラムス：河村”カースケ”智康 ウッドベース：井上富雄 ギター：柳沢二三男 ギター：尾上サトシ ラテンパーカッション：高橋結子 アコーディオン：佐藤芳明 クラリネット：白石幸司 コンダクター：斉藤ネコ The Heaby Metallic Girl ドラムス：刄田綴色 ベース：山崎英明 ギター：生形真一 プログラミング&マニピュレーター：中山信彦 喪失 パーカッション：刄田綴色 ベース：山崎英明 ギター：古川昌義 サウンド・エフェクト：中山信彦 別れ 1964 ドラムス：河村”カースケ”智康 ウッドベース：井上富雄 ギター：柳沢二三男 ギター：尾上サトシ ラテンパーカッション：高橋結子 オルガン：片山敦夫 テナーサックス：山本拓夫 コンダクター：斉藤ネコ | What did U say? ドラムス：みどりん ウッドベース：秋田ゴールドマン ピアノ：丈青 トランペット：タブゾンビ サックス：元晴 アジテーター：社長 パーカッション：刄田綴色 望遠鏡の中の記憶 プログラミング&マニピュレーター：中山信彦 望遠鏡の外の景色 ドラムス：みどりん ウッドベース：秋田ゴールドマン ピアノ：丈青 トランペット：タブゾンビ サックス：元晴 アジテーター：社長 クラップ（手拍子）：椎名林檎 クラップ：刄田綴色 クラップ：SOIL&"PIMP"SESSIONS パーカッション：刄田綴色 別れ 2012 プログラミング&マニピュレーター：中山信彦 その他 全歌唱：深津絵里 アディショナル・ボーカル：秋山菜津子（M-5） アディショナル・ボーカル：藤井隆（M-5） アディショナル・ボーカル：橋爪功（M-5） レコーディング&ミキシング・エンジニア：井上雨迩 総指揮：椎名林檎 |